# Isla Siple
La isla Siple está cubierta de nieve, localizada al este del golfo de Wrigley a lo largo de la barrera de hielo Getz, en la costa de Bakutis, en la Tierra de Marie Byrd, Antártida. La isla Siple no está reclamada por ningún país.
Su área es de 6390 km² y la domina el volcán en escudo inactivo llamado monte Siple, de una altitud de 3110 m, convirtiéndola en la 17.ª isla del mundo por su altura máxima. De 110 kilómetros de largo.
La isla y la montaña fueron llamadas así en por el Consejo Asesor de los Estados Unidos sobre Nombres Antárticos (EU–ACAN) en 1967 en honor del explorador Antártico Paul A. Siple (1908–1968), miembro de la expediciones del Almirante Richard Evelyn Byrd.

## Galería

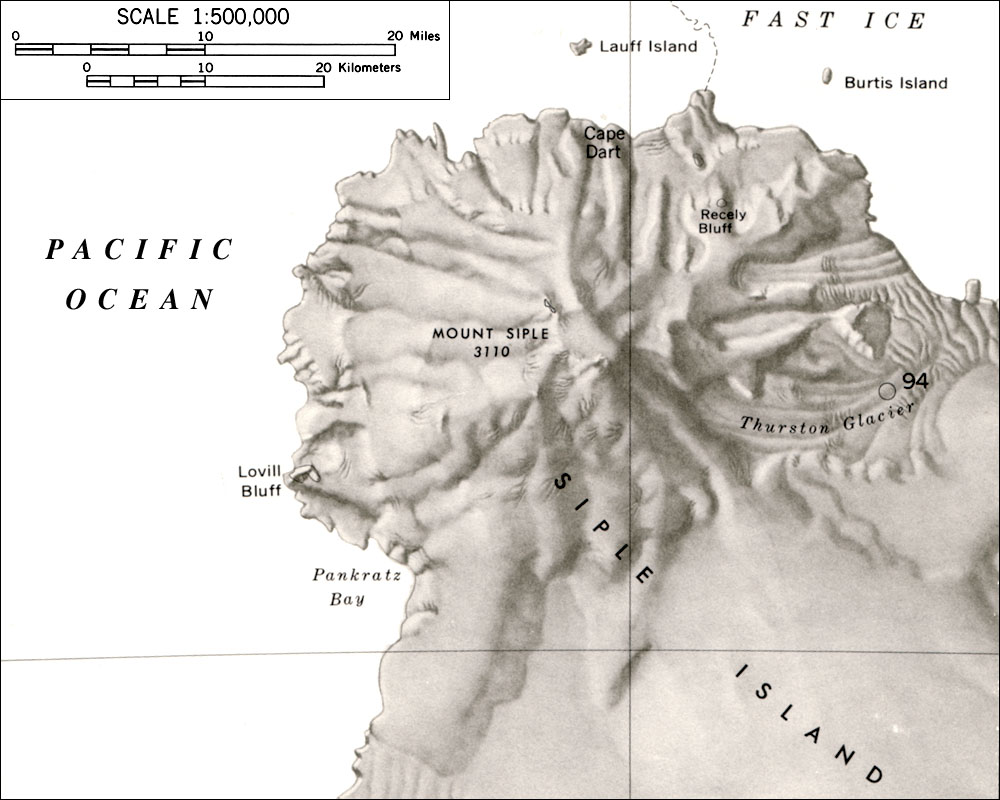
Monte Siple
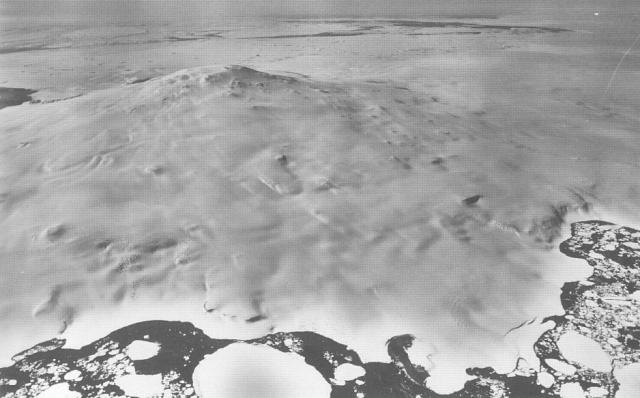
El Monte Siple, imagen de 1985

 Pulsar sobre la imagen para ampliar. 